# إيفوسيدينيب
إيفوسيدينيب هو دواء جزيء صغير مثبط لنازعة هيدروجين الإيزوسيترات 1، يستعمل في علاج اللوكيميا النخاعية الحادة وسرطانة الأقنية الصفراوية.
حصل على ترخيص إدارة الغذاء والدواء في الولايات المتحدة في تموز/يوليو 2018، وصنفته على أنه دواء أول في فئته.
كما حصل على ترخيص الاستعمال في الاتحاد الأوروبي أيار/مايو 2023.